# Tiden har inget namn
Tiden har inget namn är en svensk dokumentärfilm från 1989 i regi av Stefan Jarl.
Filmen skildrar småbrukarparet Teodor och Asta Svensson i Valleberga på slätten strax öster om Ystad genom olika årstider. Filmen saknar nästan helt dialog och i stället talar bilderna för sig själva. Filmen mottog mycket positiva recensioner i pressen och tilldelades även specialpriset vid Yamagata International Documentary Festival.